# تولد تلخ
تولد تلخ یا من نمی‌خواهم متولد شوم (به انگلیسی: I Don't Want to Be Born)، یک فیلم ترسناک بریتانیایی به کارگردانی پیتر ساسدی در سال ۱۹۷۵ و با بازی جوآن کالینز، رالف بیتس، آیلین اتکینز و دونالد پلیزنس است. موضوع آن زنی را دنبال می‌کند که فرزندی به دنیا می‌آورد که به نظر می‌رسد اهریمنی است.

## شهرت
تولد تلخ در ابتدا هدف تحقیر منتقدان قرار گرفت. مرور لعنتی توسط اندرو نیکولدز از تایم اوت، فیلم را "از هر لحاظ تقلیدی و فاجعه بار توصیف کرد: یک ایده ضعیف … فیلمنامه ای ناپسند توسط استنلی پرایس (" من این پیش‌بینی‌های وحشتناک را ادامه می‌دهم ")، بازی مسخره … و از همه بدتر، سرپرستی سادی. تقریباً هر فوت از فیلم که به کودک مربوط نمی‌شود، سفرنامه‌ای در پیش پا افتاده‌ترین حالت خود - نماهای نامربوطی از وست مینستر و خیابان آکسفورد، شاخه‌های هالیدی این و فورتنوم و میسون است. تکمیل این داستان متأسفانه سواستفاده‌ای، وام گرفته از جن‌گیر (فیلم) است … و هر تعداد جزئیات از ترسناک‌های آمیکوس، هَمِر و لندن موزون. هرگز نزدیکش نشوید. " یک منتقد آمریکایی، این فیلم «هیجان انگیز و مبتذل» و «یک تلاقی نامقدس» بین جن گیر و نوزاد رزماری را بنانهاده و افزود «چرا بازیگران شایسته‌ای مانند آیلین اتکینز و دونالد پلیزنس به خود اجازه می‌دهند تا درگیر یک آشفتگی شوند که مانند این سردرگم است.»